# Margit Engelmann
Margit Engelmann (* 22. März 1953 in Wurzen) ist eine deutsche Tischtennisspielerin und -funktionärin. Sie gewann in den 1970er Jahren fünf Titel bei DDR-Meisterschaften.

## Werdegang als Aktive
Engelmann spielte von 1965 bis 1971 beim Verein Lok Leipzig-Wahren und wechselte dann zu BSG Lokomotive Leipzig-Mitte, mit dessen Damenmannschaft sie 1976/77 DDR-Meister wurde. 1973, 1974, 1976 und 1977 gewann sie den Titel im Doppel jeweils mit Petra Stephan. Mit dieser Partnerin erreichte sie noch 1972 und 1975 das Endspiel. 1978 wurde sie im Einzel Zweite.
Margit Engelmann war von 1971 bis 1978 DDR-Nationalspielerin. Da sich die DDR jedoch ab 1972 im Tischtennis als Folge des Leistungssportbeschlusses international abkapselte, hatte Engelmann kaum Gelegenheit, sich international zu profilieren.
1993 schloss sich Engelmann dem Verein SV Rotation Leipzig-Süd, ehe sie 1999 zu SV Lokomotive Leipzig-Mitte zurückkehrte. Als sich deren Tischtennisabteilung auflöste, ging sie zu SV Eintracht Leipzig Süd.

## Funktionärin
1987 schrieb Margit Engelmann zusammen mit anderen Autoren das Buch Tischtennis. Anleitung für den Übungsleiter (SVB Sportverlag Berlin, ISBN 3-328-00150-6). 1989 wurde sie als Vorsitzende des Trainerrates Mitglied des DDR-Präsidiums. Nach der Wende arbeitete sie bis 1992 als kooptiertes Mitglied im Lehrausschuss des Deutschen Tischtennis-Bundes DTTB. Seit 1993 ist sie Lehrwartin im Sächsischen TT-Verband.